# PIMESTIC
El PIMESTIC va ser un pla d'actuació de la Generalitat de Catalunya vigent entre el 2007 i el 2010 per a promoure la implantació i l'ús de les tecnologies de la informació i la comunicació (TIC) a l'empresa catalana. Va incloure diverses actuacions en l'àmbit territorial i sectorial (jornades comarcals, jornades sectorials, assessoraments tecnològics, ajuts...) amb la finalitat d'augmentar la percepció del valor de les TIC entre l'empresariat català i accelerar-ne el procés d'adopció de noves solucions tecnològiques.
Des del seu web una petita o mitjana empresa podia autodiagnosticar l'estadi en què es trobava en utilització de les TIC en diferents temàtiques: noves tecnologies, aspectes legals, comerç electrònic, eMàrqueting, mobilitat, seguretat informàtica i relació amb els clients.
El pla PIMESTIC va generar 108 milions d'euros d'inversió privada en projectes TIC, malgrat que es va emmarcar en la crisi econòmica de 2008. El servei constava d'un servei d'orientació bàsic, per a empreses que volien iniciar el camí cap la digitalització (accés a Internet, comptabilitat, gestió de recursos humans), i un servei d'orientació avançat, per a empreses que es volien orientar a solucions de més valor afegit com relació amb proveïdors, clientela (extranet, CRM), optimització de processos (solucions ERP), etc. Era un servei cofinançat entre Generalitat i empreses beneficiàries.
Entre 2007 i 2010 va destinar 14,5 milions d'euros per a la implementació de projectes TIC, que van generar una inversió de les empreses de 102 milions, mentre que en el servei d'orientació s'hi van destinar 600.000 € amb una inversió induïda de les empreses de 6 milions. Van rebre la complicitat i la col·laboració d'entitats externes, com ara l'Associació Catalana d’Executius, Directius i Empresaris o el Col·legi d'Enginyers Tècnics Industrials de Girona.